# Hans Neumann (Grafiker)
Hans Neumann (* 26. Oktober 1873 in Kassel; † 31. Dezember 1957 in München) war ein deutscher Grafiker. 

## Leben
Hans Neumann war der Sohn des Malers Emil Neumann. Er studierte an den Kunstakademien in Kassel und Berlin und ließ sich nach Abschluss seines Studiums in  München nieder. Auf Anregung des Malers und Typographen Otto Eckmann setzte er sich mit der Technik des Farbholzschnittes auseinander. Seine Werke entstanden vorrangig zu Illustrationszwecken. Sie werden dem „floralen“ Jugendstil zugeordnet.
Wie sein  Bruder Ernst Neumann arbeitete er für die Zeitschriften Jugend und Simplicissimus.
Hans Neumann war Mitglied im Deutschen Künstlerbund. Er stand außerdem der „Vereinigung Grafik“ vor, der u. a. August Braun und der Schweizer Karl Liner angehörten.

## Werke
- Letzte Sonnenstrahlen, Farbholzschnitt, 1900.
- Junge Dame beim Spaziergang am Kai vor Hafenkulisse, Farbholzschnitt, 1903.